# Вибори Президента України 2004
Президентські вибори в Україні 2004 року — чергові вибори Президента держави Україна, були проведені 31 жовтня, 21 листопада та 26 грудня (повторний ІІ тур) 2004 року. Вибори були четвертими виборами, що пройшли в Україні після здобуття незалежності від Радянського Союзу. На останніх етапах результати були оскаржені між лідером опозиції Віктором Ющенком і тодішнім прем'єр-міністром Віктором Януковичем із Партії регіонів.
Вибори проходили у вкрай напруженій політичній атмосфері, зі звинуваченнями в упередженості ЗМІ, залякуванні виборців і отруєнні кандидата Ющенка.

## Контекст
Згідно з виборчим законом України, для обрання Президента використовується система у два тури, у яких кандидат повинен отримати більшість (50 % і більше) голосів з усіх поданих бюлетенів. Перший тур голосування відбувся 31 жовтня 2004 р. Оскільки жоден із кандидатів не набрав 50 % (або більше) голосів, другий тур голосування між двома кандидатами-лідерами президентської кампанії, Віктором Ющенком та Віктором Януковичем, відбувся 21 листопада. Центральна виборча комісія оголосила результати 23 листопада, у другому турі виборів переміг Віктор Янукович. Результати виборів були оскаржені, Віктор Ющенко та його прихильники з багатьма міжнародними спостерігачами стверджували, що вибори сфальсифіковані.
Подальші події призвели до політичної кризи в Україні з широкою мирною демонстрацією, яка дістала назву «Помаранчева революція». Верховний суд України анулював офіційні результати і наказав повторити другий тур голосування.
Остаточне повторне голосування відбулося 26 грудня. Віктор Ющенко був оголошений переможцем із 52 % голосів і 44 % в Януковича.
Міжнародні спостерігачі повідомили, що повторне голосування вважається справедливішим, ніж попереднє.

## Правила
Порядок виборів Президента України визначається відповідними статтями чинної Конституції України, а також Законом України «Про вибори Президента України».
Згідно з чинним на той час Законом «Про вибори Президента України», вибори відбувалися за системою абсолютної більшості: для перемоги треба було набрати абсолютну більшість голосів від числа тих, хто взяв участь у голосуванні. У випадку, якщо жоден кандидат не набирає такої кількості голосів, передбачався другий тур через 3 тижні, у якому мали брати участь двоє кандидатів, які набрали найбільше голосів. Для перемоги у другому турі досить було набрати більше голосів, ніж набрав суперник.
Стаття 103. Президент України обирається громадянами України на основі загального, рівного і прямого виборчого права шляхом таємного голосування строком на п'ять років.
Президентом України може бути обраний громадянин України, який досяг тридцяти п'яти років, має право голосу, проживає в Україні протягом десяти останніх перед днем виборів років та володіє державною мовою. Одна й та сама особа не може бути Президентом України більше ніж два строки підряд.
Стаття 104. Новообраний Президент України вступає на пост не пізніше ніж через тридцять днів після офіційного оголошення результатів виборів, з моменту складення присяги народові на урочистому засіданні Верховної Ради України.

## Передвиборча кампанія

### Соціологічні опитування
| Опитування                                              | Дата опитування         | Ющенко | Янукович | Симоненко | Мороз | Тимошенко | Медведчук | Литвин | Тігіпко | Не визначились |
| ------------------------------------------------------- | ----------------------- | ------ | -------- | --------- | ----- | --------- | --------- | ------ | ------- | -------------- |
| 2004                                                    |                         |        |          |           |       |           |           |        |         |                |
| КМІС [Архівовано 28 січня 2019 у Wayback Machine.]      | 02.10.2004 — 11.10.2004 | 34,5   | 31,8     | 5,4       | 6,1   | —         | —         | —      | —       | 18             |
| КМІС [Архівовано 28 січня 2019 у Wayback Machine.]      | 02.10.2004 — 11.10.2004 | 35,6   | 34,3     | 5,2       | 5,6   | —         | —         | —      | —       | 14,9           |
| СОЦІС [Архівовано 28 січня 2019 у Wayback Machine.]     | 02.10.2004              | 34,7   | 29,8     | 6,1       | 5,5   | —         | —         | —      | —       | 20,7           |
| КМІС [Архівовано 28 січня 2019 у Wayback Machine.]      | 03.10.2004 — 9.10.2004  | 31,7   | 34,1     | 3,4       | 4,8   | —         | —         | —      | —       | 22,8           |
| КМІС [Архівовано 28 січня 2019 у Wayback Machine.]      | 13.09.2004 — 19.09.2004 | 33,6   | 28,1     | 7         | 5,7   | —         | —         | —      | —       | 21,7           |
| КМІС [Архівовано 28 січня 2019 у Wayback Machine.]      | 25.08.2004 — 03.09.2004 | 30,2   | 24,9     | 6,4       | 7,0   | —         | —         | —      | —       | 22,6           |
| КМІС [Архівовано 21 серпня 2016 у Wayback Machine.]     | 19—26.08.2004           | 32,2   | 27       | 7,8       | 6,9   | —         | —         | —      | —       | 19,4           |
| КМІС [Архівовано 9 липня 2019 у Wayback Machine.]       | 07—15.08.2004           | 30     | 25       | 8         | 8     | —         | —         | —      | —       | 23             |
| 2003                                                    |                         |        |          |           |       |           |           |        |         |                |
| КМІС [Архівовано 21 серпня 2016 у Wayback Machine.]     | 15—22.05.2003           | 21     | 8        | 10        | 5     | 6         | 4         | 3      | 1       | 41             |
| СОЦІС [Архівовано 21 серпня 2016 у Wayback Machine.]    | 15—22.05.2003           | 23     | 7        | 11        | 6     | 6         | 5         | 3      | 2       | 37             |
| УІСД/ЦСМ [Архівовано 21 серпня 2016 у Wayback Machine.] | 15—22.05.2003           | 21     | 6        | 13        | 5     | 7         | 4         | 3      | 2       | 39             |
| УЦЕПД [Архівовано 21 серпня 2016 у Wayback Machine.]    | 15—22.05.2003           | 20     | 9        | 11        | 5     | 7         | 5         | 3      | 2       | 37             |

### Реєстрація

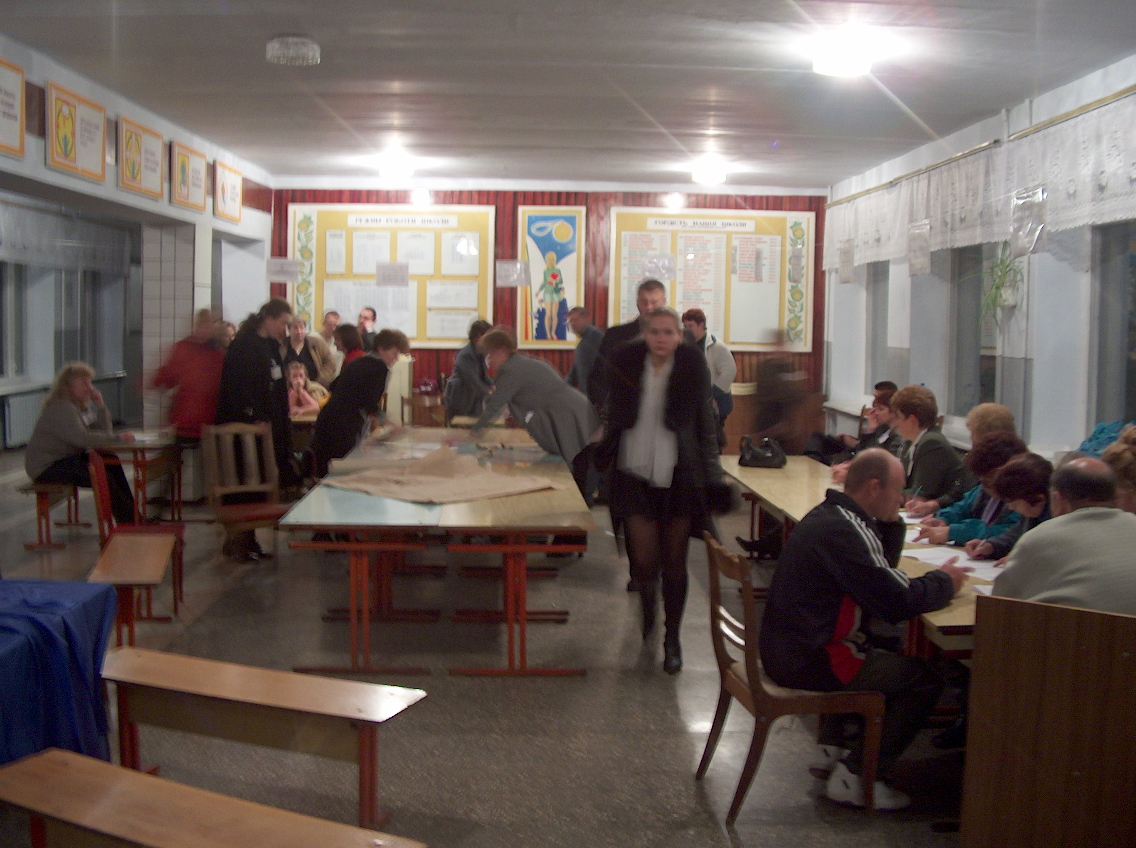
Перший тур голосування. Кам'янець-Подільський, 31 жовтня 2004.

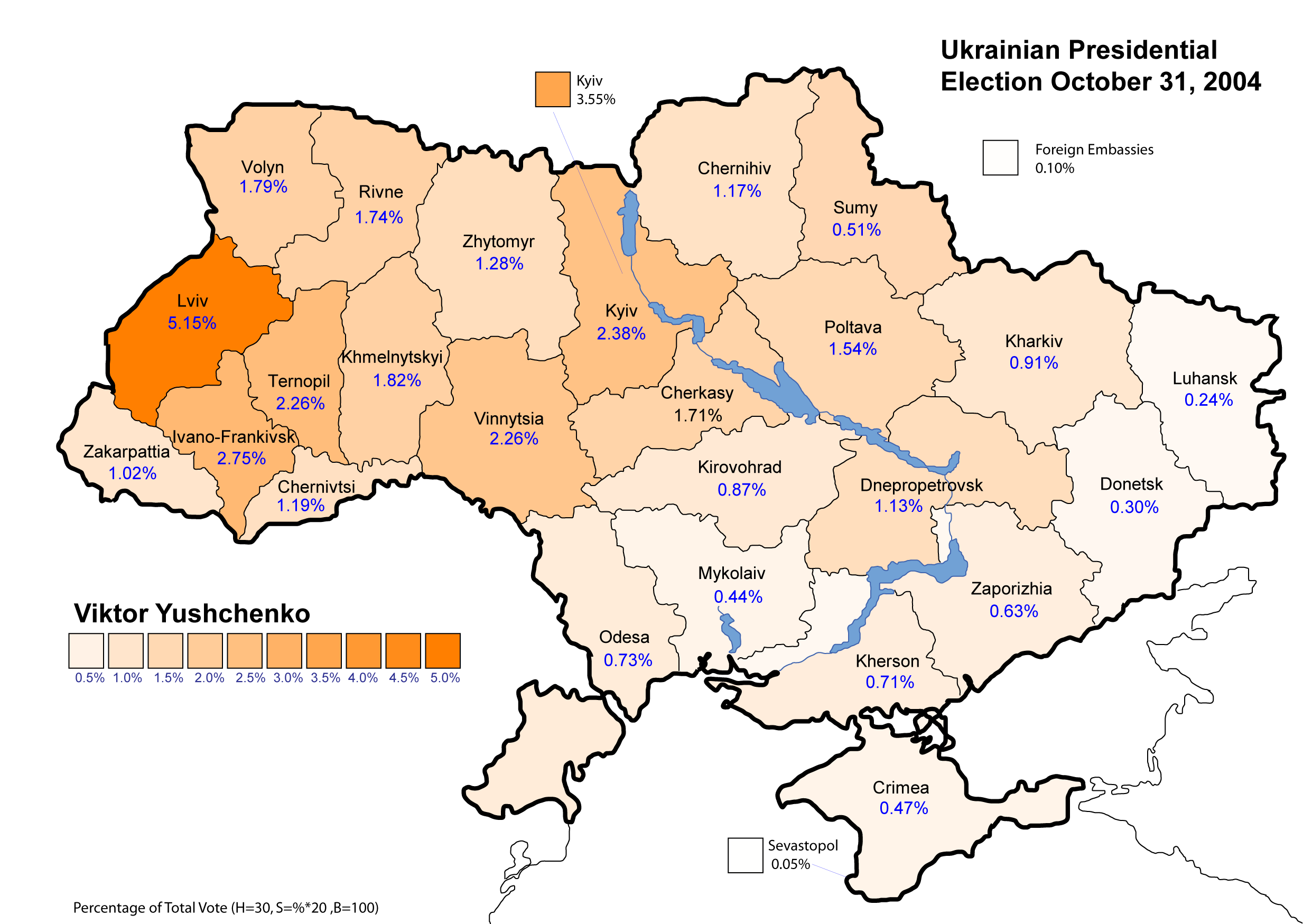
Віктор Ющенко (перший тур) — рівень підтримки у відсотках.

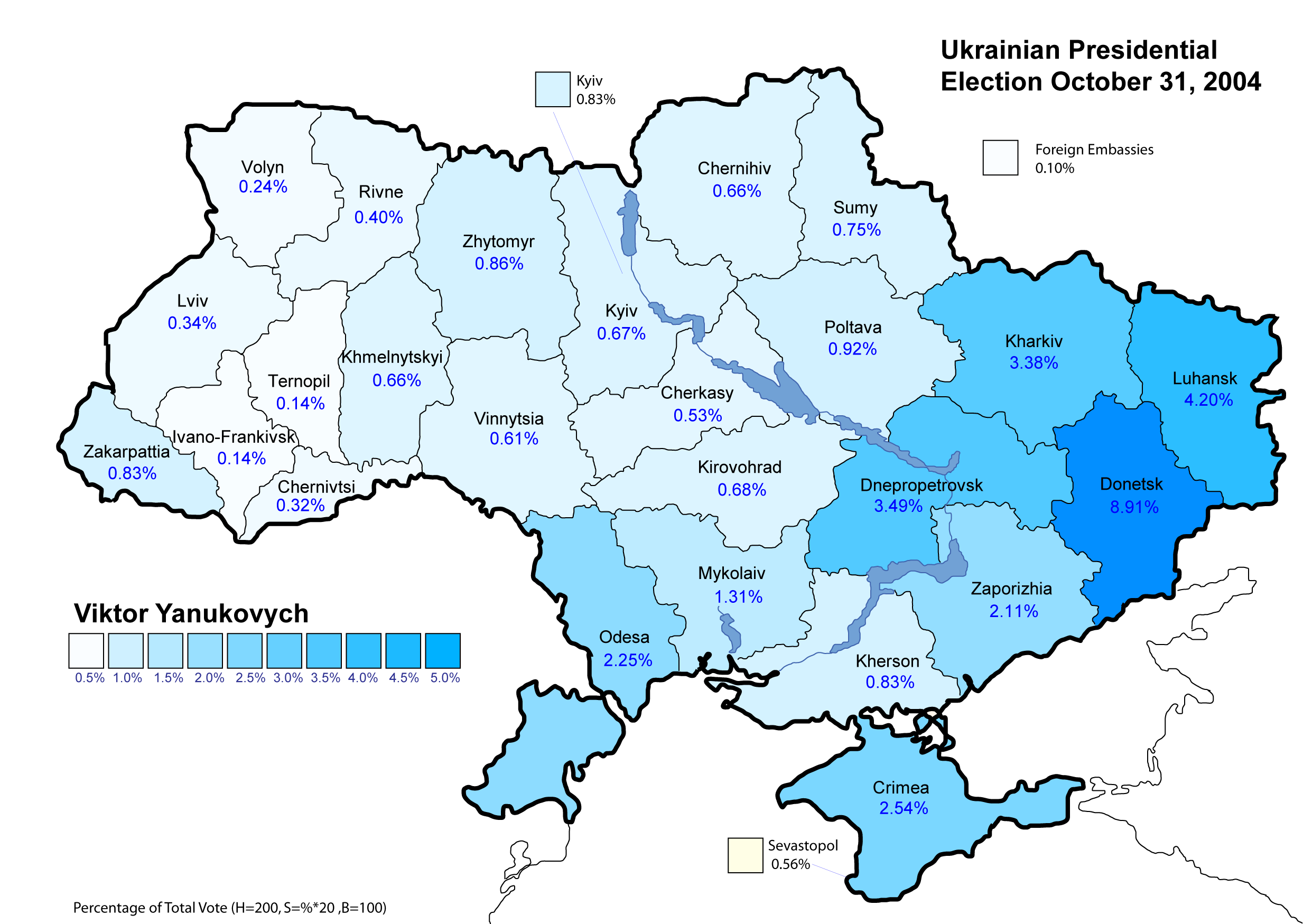
Віктор Янукович (перший тур) — рівень підтримки у відсотках.

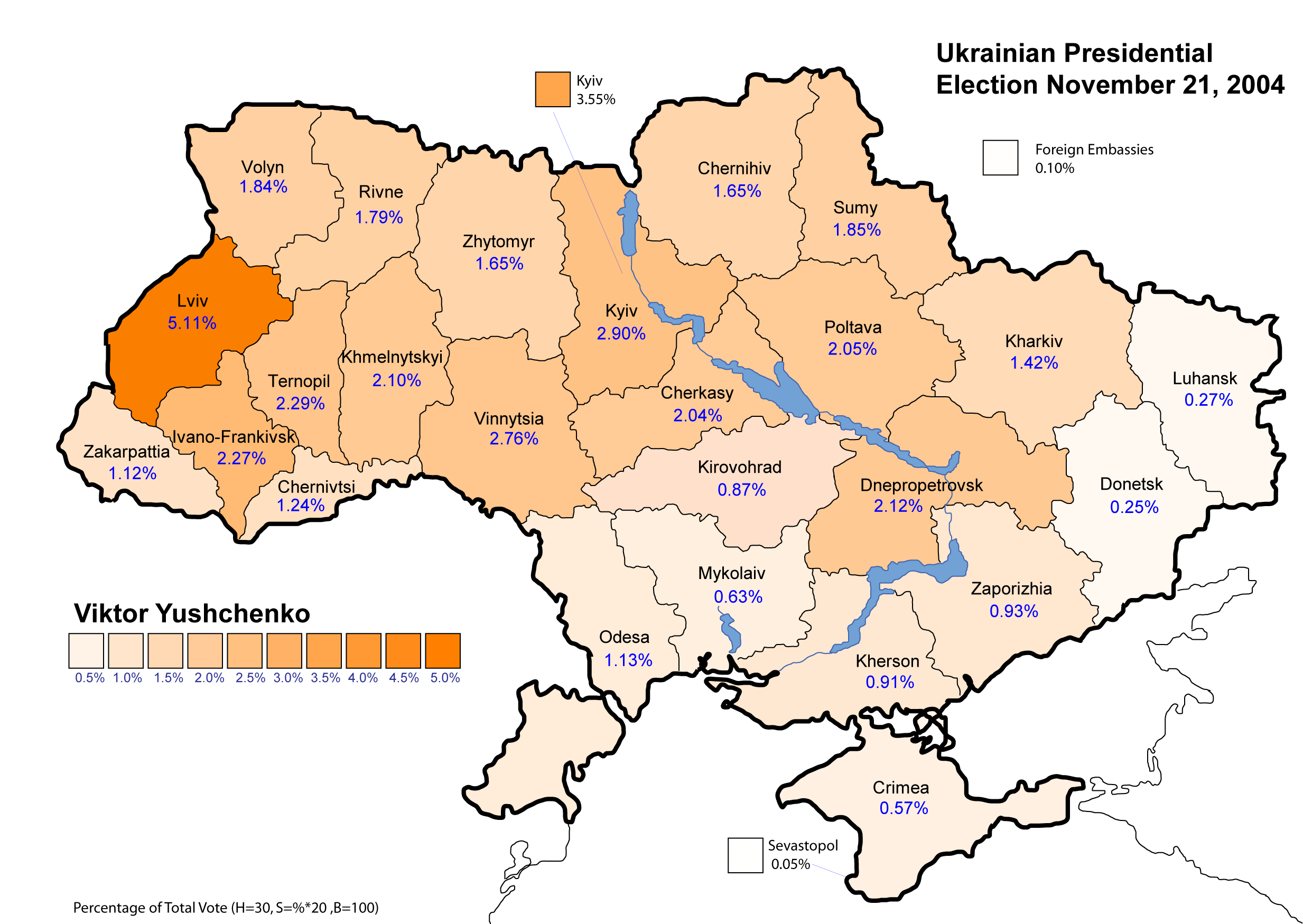
Віктор Ющенко (другий тур) — рівень підтримки у відсотках

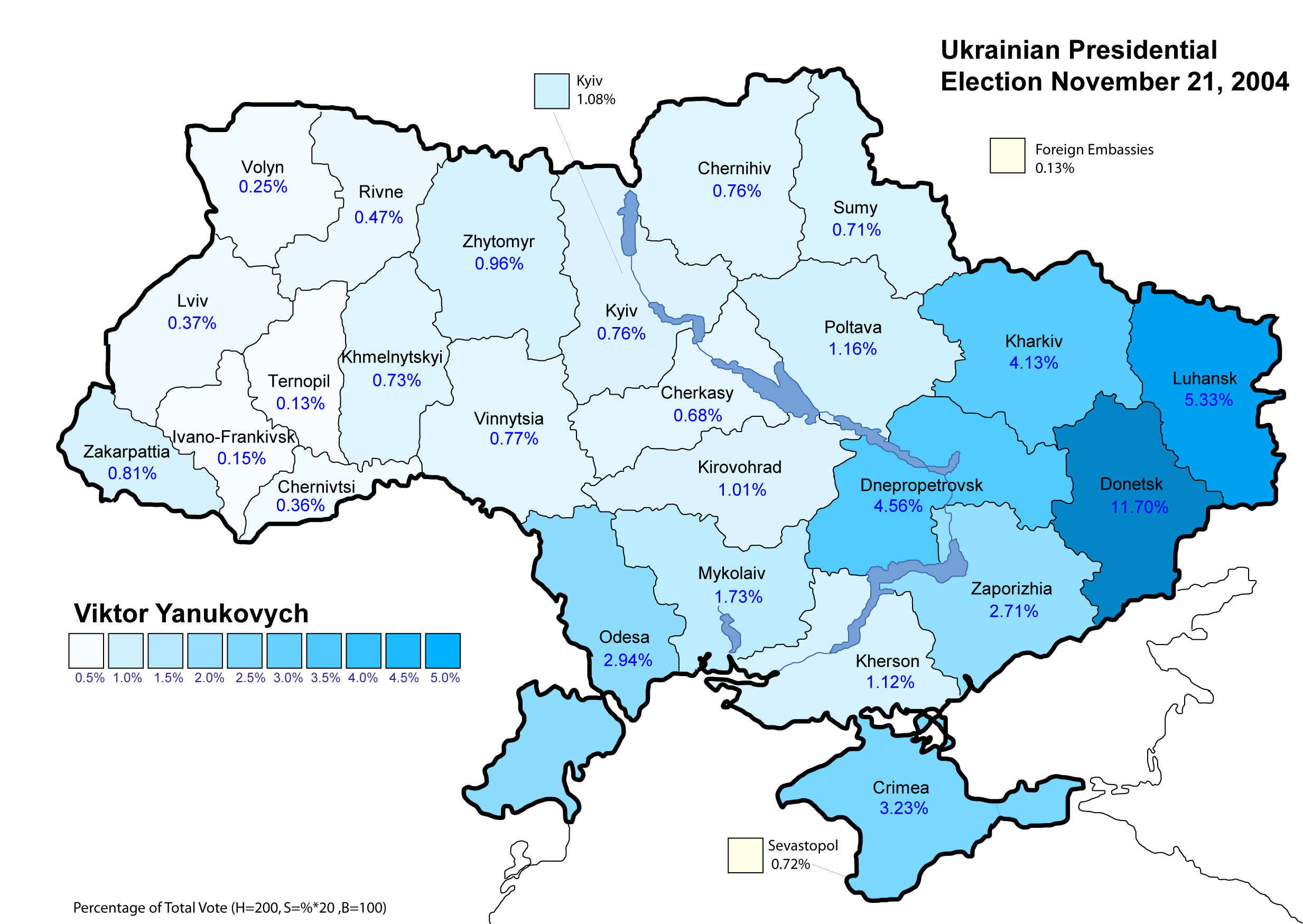
Віктор Янукович (другий тур) — рівень підтримки у відсотках.

На виборах були два основні претенденти: чинний прем'єр-міністр і голова уряду Віктор Янукович і лідер опозиції Віктор Ющенко. Віктор Янукович був прем'єр-міністром з 2002 р., користувався підтримкою Леоніда Кучми, російського уряду та президента Володимира Путіна. Віктор Ющенко був зображений як більш прозахідний політик, якого підтримували Європейський Союз і США.
Для участі в президентській кампанії зареєстровано 26 кандидатів:
- Базилюк Олександр Філімонович (Слов'янська партія)
- Бойко Богдан Федорович (Народний рух України за єдність)
- Бродський Михайло Юрійович
- Вітренко Наталія Михайлівна (ПСПУ)
- Волга Василь Олександрович (Всеукраїнська громадська організація «Громадський контроль»)
- Грабар Микола Федорович
- Душин Ігор Леонідович (ЛДПУ)
- Збітнєв Юрій Іванович (партія «Нова сила»)
- Кінах Анатолій Кирилович (ПППУ)
- Козак Роман Миколайович (ОУН в Україні)
- Комісаренко Сергій Васильович
- Корчинський Дмитро Олександрович
- Кривобоков Владислав Анатолійович (Народна партія вкладників та соціального захисту)
- Мороз Олександр Олександрович (СПУ)
- Нечипорук Володимир Павлович
- Омельченко Олександр Олександрович («Єдність»)
- Ржавський Олександр Миколайович (Всеукраїнське політичне об'єднання «Єдина Родина»)
- Рогожинський Микола Володимирович
- Симоненко Петро Миколайович (КПУ)
- Черновецький Леонід Михайлович
- Чорновіл Андрій В'ячеславович
- Ющенко Віктор Андрійович
- Яковенко Олександр Миколайович (КПРС)
- Янукович Віктор Федорович (Партія регіонів)

Григорій Черниш та Віталій Кононов добровільно зняли свої кандидатури до голосування.

### Технічні кандидати
Така величезна кількість кандидатів, переважна більшість з яких фактично не мали шансів на перемогу, призвела до появи поняття «технічний кандидат». Роль «технічних кандидатів» широко обговорювалась у ЗМІ. Основною метою «технічного кандидата» було використання ефіру та квот у виборчих комісіях на користь іншого кандидата або відбирання голосів у начебто спорідненого з ним за поглядами кандидата.

### Передвиборча кампанія очима ЄС
22 червня 2004 року Моніторинговий Комітет Парламентської асамблеї Ради Європи (ПАРЄ) закликав органи української влади провести виборчий процес з абсолютною неупередженістю та дотриманням стандартів Ради Європи, дозволити всім кандидатам змагатись на чесній і рівноправній основі.
15 вересня 2004 року схвалено заяву Моніторингового Комітету ПАРЄ стосовно президентських виборів в Україні. Комітет висловлює жаль з приводу того, що його попередні заклики, схоже, були проігноровані. Співдоповідачки Комітету щодо України, пані Северинсен та пані Вольвенд, повернувшись із чергової поїздки зі збору фактів у Донецьку та Дніпрі, виклали свої висновки стосовно поточної передвиборчої ситуації, які, на їх думку, залишають підстави для серйозної стурбованості. Комітет наголосив, що результати президентських виборів та висновки міжнародної спільноти стосовно того, як вони були проведені, стануть важливою перевіркою рішучості України по-справжньому дотримуватись європейських стандартів та цінностей.

### Результати моніторингу виборчої кампанії
Комітет виборців України, який проводив моніторинг виборчої кампанії з березня 2004 року, перед першим туром виборів опублікував звіт про ситуацію щодо передвиборчої кампанії. (З повним текстом звіту можна ознайомитись на офіційному сайті КВУ. За підсумками моніторингу КВУ констатував незаконне втручання органів влади у виборчий процес, використання адмінресурсу на підтримку кандидата від влади та для протидії іншим кандидатам, тиск на ЗМІ та громадські організації, недостовірність списків виборців. КВУ висловив ряд рекомендацій органам влади та засобам масової інформації щодо усунення зазначених у звіті порушень.

### Передвиборчі «технології»
Під час передвиборчої кампанії один з основних претендентів на посаду президента, опозиційний кандидат Віктор Ющенко, неодноразово заявляв про факти стеження за ним та замаху на його життя. 10 вересня 2004 року, після кількаденного перебування під спостереженням українських лікарів, Віктор Ющенко у важкому стані був госпіталізований Віденською клінікою «Рудольфінерхауз». Після його повернення в Україну, виходячи зі стану його здоров'я та ушкоджень організму, було висунуто версію про отруєння. 11 вересня 2004 керівник австрійської клініки «Рудольфінергаус» Міхаель Цімпфер повідомив, що В. Ющенка отруїли діоксинами. 21 вересня Генеральна прокуратура України, за заявою керівника виборчого штабу Віктора Ющенка Олександра Зінченка, порушила кримінальну справу за статтею 112 Кримінального кодексу (замах на життя державного або громадського діяча) для «повного й об'єктивного розслідування» обставин отруєння кандидата у Президенти. Потім кримінальна справа була передана для розслідування в СБУ, після чого знов була повернута в Генпрокуратуру. 25 жовтня 2004 року, перед першим туром голосування, прокуратура оприлюднила висновки комісії українських експертів, які констатували, що погіршення стану здоров'я Ющенка було обумовлене «активізацією латентної вірусної герпетичної інфекції», і кримінальна справа була припинена.
24 вересня 2004 року в Івано-Франківську відбувся інцидент, жертвою якого став кандидат на посаду президента, прем'єр-міністр України Віктор Янукович. Безпрецедентним в історії став той факт, що постраждалий знепритомнів на місці події, був доставлений у лікарню, а після одужання заявив про отримання «черепно-мозкової травми». Соратники Януковича заявляли про влучання «тяжких та важких предметів», «акумуляторів» тощо, однак на відеозйомках (напр. відео ) було чітко зафіксоване саме кинуте студентом яйце, яке влучило в груди постраждалому.

## Вибори

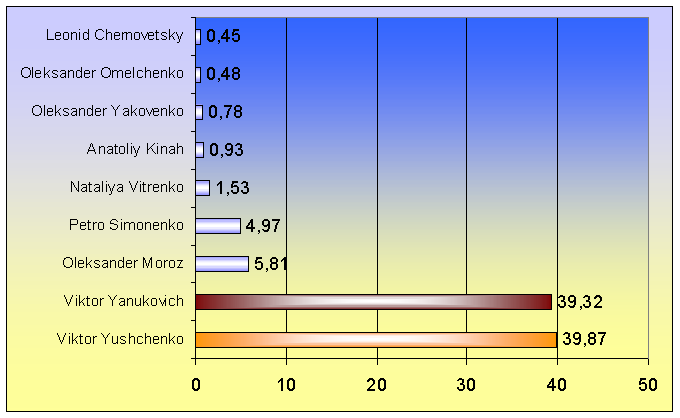

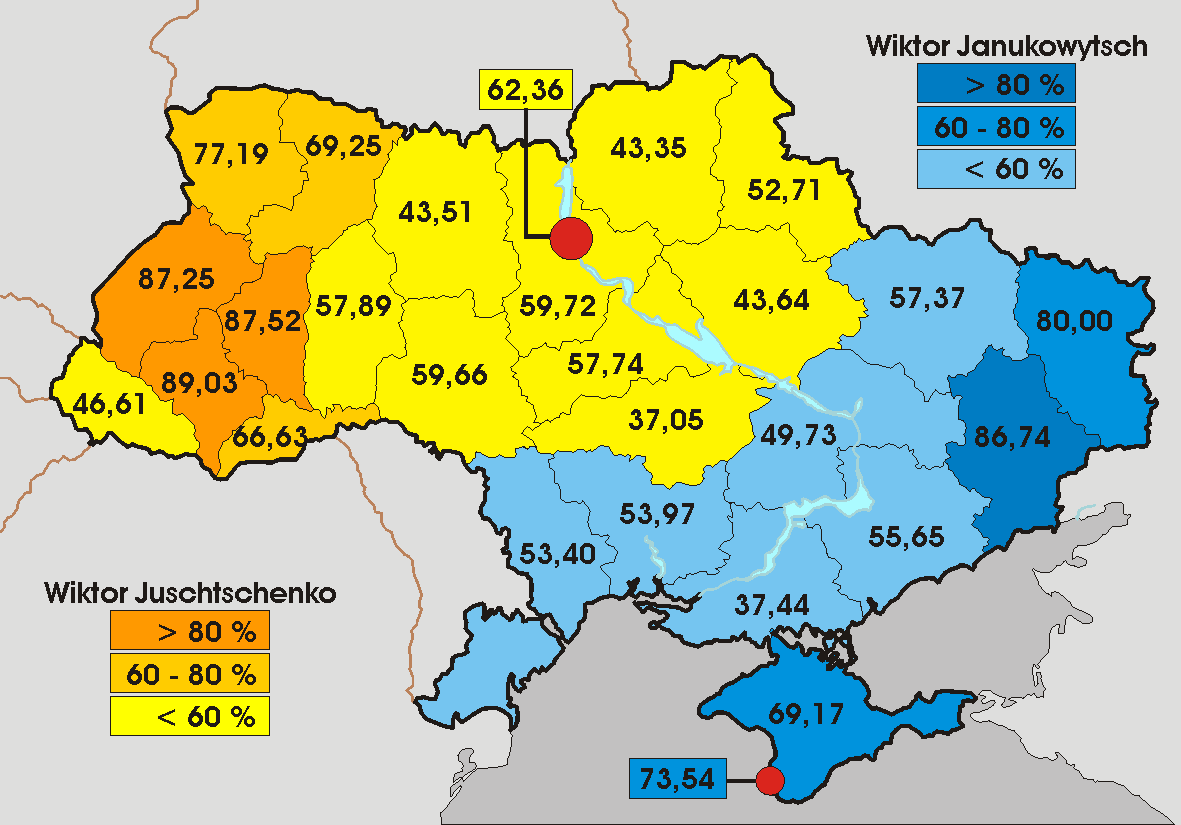
Результати по регіонах

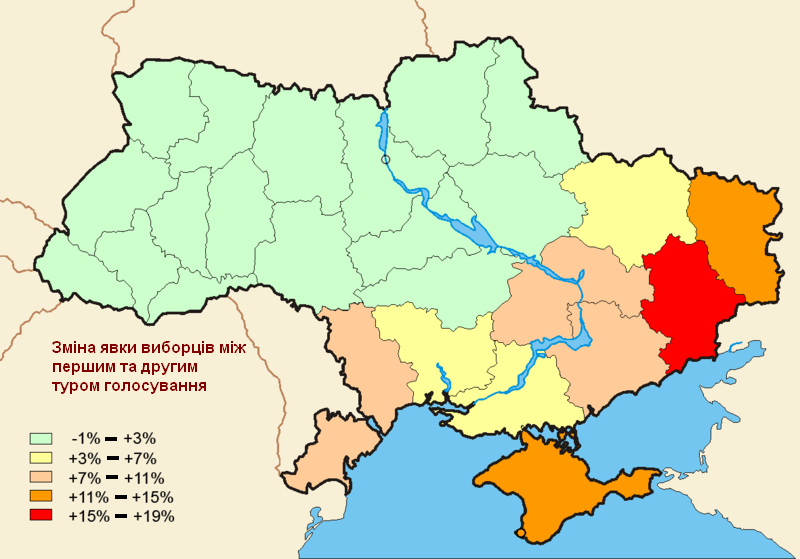
Зміна явки виборців по регіонах між першим та другим туром голосування

### Перший тур 31 жовтня 2004 року
10 листопада 2004 року Центрвиборчком оголосив остаточні результати виборів. Цей день був останнім терміном, передбаченим законодавством для оголошення остаточних результатів виборів. Існує думка, що ЦВК спеціально зволікала, намагаючись якимось чином знівелювати той успішний для опозиції факт, що Ющенко опинився на першому місці.
| Кандидат                      | %      | Кількість голосів |
| ----------------------------- | ------ | ----------------- |
| Віктор Ющенко                 | 39,90  | 11 118 675        |
| Віктор Янукович               | 39,26  | 11 008 731        |
| Олександр Мороз               | 5,82   | 1 632 098         |
| Петро Симоненко               | 4,97   | 1 396 135         |
| Наталія Вітренко              | 1,53   | 429 794           |
| Анатолій Кінах                | 0,93   | 262 530           |
| Олександр Яковенко            | 0,78   | 219 191           |
| Олександр Омельченко          | 0,48   | 136 830           |
| Леонід Черновецький           | 0,45   | 129 066           |
| Дмитро Корчинський            | 0,17   | 49 961            |
| Андрій Чорновіл               | 0,12   | 36 278            |
| Микола Грабар                 | 0,07   | 19 657            |
| Михайло Бродський             | 0,05   | 16 498            |
| Юрій Збітнєв                  | 0,05   | 16 321            |
| Сергій Комісаренко            | 0,04   | 13 754            |
| Василь Волга                  | 0,04   | 12 956            |
| Богдан Бойко                  | 0,04   | 12 793            |
| Олександр Ржавський           | 0,03   | 10 714            |
| Микола Рогожинський           | 0,03   | 10 289            |
| Владислав Кривобоков          | 0,03   | 9 340             |
| Олександр Базилюк             | 0,03   | 8 963             |
| Ігор Душин                    | 0,03   | 8 623             |
| Роман Козак                   | 0,02   | 8 410             |
| Володимир Нечипорук           | 0,02   | 6 171             |
| проти всіх                    | 1,98   | 556 962           |
| недійсні                      | 2,97   | 834 426           |
| Всього                        | 100,00 | 28 035 184        |
| Явка / зареєстровано виборців | 74,54  | 37 613 022        |

### Другий тур 21 листопада 2004 року
Національний екзит-пол (Проводився консорціумом: КМІС, Центр Разумкова, Фонд «Демократичні ініціативи» методом анонімного анкетування): Віктор Ющенко набрав 54 % голосів, Віктор Янукович набрав 43 % голосів.
24 листопада ЦВК оголосив результати виборів: Віктор Ющенко — 46,61 % (14 222 289 голосів); Віктор Янукович — 49,46 % (15 093 691 голосів). Всього у голосуванні брали участь 30 511 289 виборців. Значна частина народу України, уряди Канади, США та багатьох країн Європи не визнали ці результати. Натомість керівництво Росії заявило про своє визнання таких результатів.

11 грудня австрійська клініка «Рудольфінерхауз», куди лідер української опозиції Віктор Ющенко був госпіталізований, офіційно заявила, що політик був отруєний діоксинами.
В останні 24 години ми завершили роботу над аналізами крові й у нас не залишилося жодних сумнівів. Безперечно, мова йде про спробу отруєння діоксинами.
— повідомив директор клініки Міхаель Цимпфер. Держдепартамент Сполучених Штатів зробив заяву, у якій висловив серйозну стурбованість у зв'язку з інформацією про те, що версія про отруєння Віктора Ющенка знайшла лікарське підтвердження.
11 грудня 2004 року Генеральна прокуратура України скасувала власну постанову про закриття кримінальної справи у зв'язку з отруєнням лідера української опозиції Віктора Ющенка.

### Переголосування другого туру 26 грудня 2004 року
3 грудня 2004 року Верховний Суд України визнав результати другого туру недійсними, у зв'язку з численними системними порушеннями на користь Віктора Януковича. Суд вирішив призначити переголосування другого туру на 26 грудня 2004 року.
Під час цього переголосування більшість голосів, за висновками ЦВК (склад якої було змінено), отримав Віктор Ющенко.
Передвиборчий штаб Віктора Януковича, перебравши тактику команди Ющенка з другого туру, ініціював новий судовий позов. 20 січня 2005 року Верховний Суд України відхилив скаргу кандидата у Президенти Віктора Януковича, за відсутністю доказів, і розблокував процес офіційного вступу Віктора Ющенка на посаду Президента. У той же день ЦВК офіційно оприлюднила у пресі результати переголосування: Віктор Ющенко — 51,99 % (15 115 712 голосів); Віктор Янукович — 44,20 % (12 848 528 голосів). Загалом у голосуванні брав участь 29 068 971 виборець.

#### Результати по регіонах

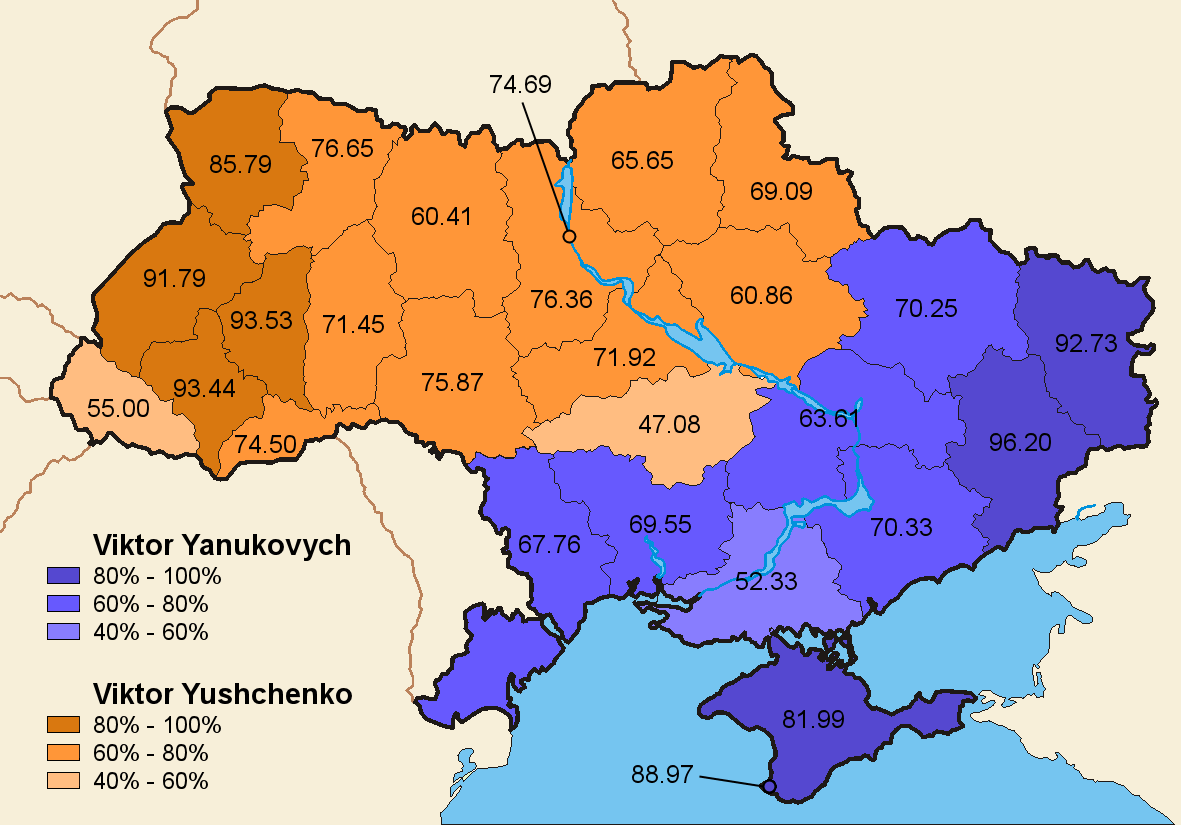
Результати другого туру по регіонах

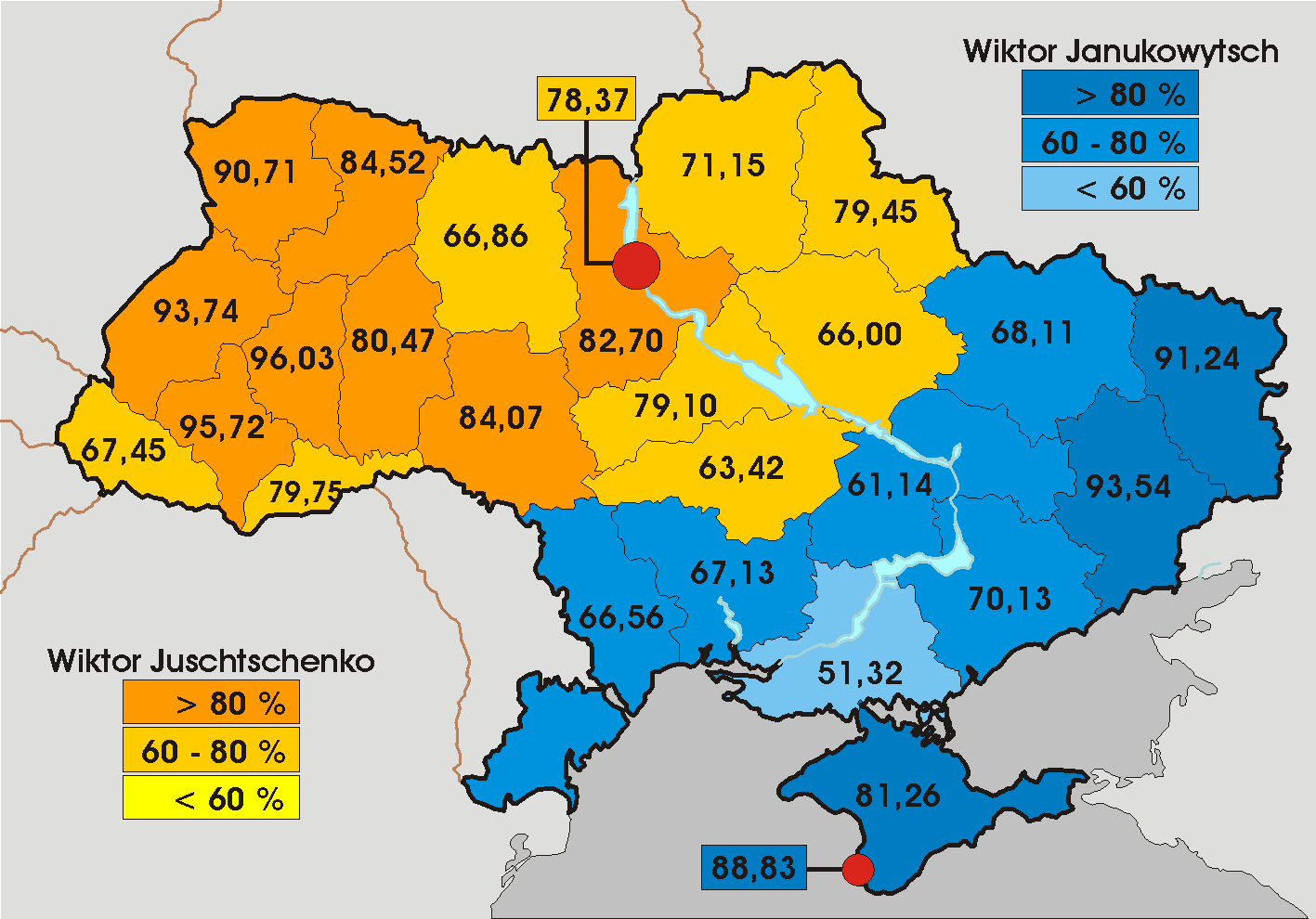
Результати переголосування другого туру по регіонах

| Область                   | Перший тур    | Перший тур      | Перший тур      | Перший тур      | Другий тур      | Другий тур    | Переголосування другого туру | Переголосування другого туру |
|                           | Віктор Ющенко | Віктор Янукович | Олександр Мороз | Петро Симоненко | Віктор Янукович | Віктор Ющенко | Віктор Ющенко                | Віктор Янукович              |
| АР Крим                   | 12,8          | 69,2            | 1,0             | 6,7             | 82,0            | 14,6          | 15,2                         | 81,5                         |
| Вінницька область         | 59,7          | 16,0            | 12,8            | 3,9             | 21,1            | 75,9          | 84,1                         | 12,9                         |
| Волинська область         | 77,2          | 10,5            | 3,2             | 2,1             | 11,9            | 85,8          | 90,7                         | 7,0                          |
| Дніпропетровська область  | 18,7          | 49,7            | 5,3             | 10,6            | 63,6            | 29,6          | 32,0                         | 61,1                         |
| Донецька область          | 2,9           | 86,7            | 1,3             | 3,3             | 96,2            | 2,03          | 4,2                          | 93,5                         |
| Житомирська область       | 43,5          | 29,3            | 10,3            | 6,3             | 35,2            | 60,4          | 67,0                         | 28,9                         |
| Закарпатська область      | 46,6          | 37,8            | 2,0             | 1,5             | 40,1            | 55,0          | 67,3                         | 27,6                         |
| Запорізька область        | 16,6          | 55,7            | 5,3             | 8,8             | 70,3            | 24,1          | 24,5                         | 70,1                         |
| Івано-Франківська область | 89,0          | 4,5             | 1,4             | 0,7             | 5,1             | 93,4          | 95,7                         | 2,86                         |
| Київська область          | 59,7          | 16,7            | 9,3             | 3,3             | 20,0            | 76,4          | 82,7                         | 13,8                         |
| Кіровоградська область    | 39,0          | 30,8            | 12,5            | 7,0             | 46,5            | 47,1          | 63,4                         | 31,8                         |
| Луганська область         | 4,5           | 80,0            | 1,9             | 5,8             | 92,7            | 4,76          | 6,2                          | 91,2                         |
| Львівська область         | 87,3          | 5,8             | 1,6             | 0,8             | 6,6             | 91,8          | 93,7                         | 4,7                          |
| Миколаївська область      | 17,9          | 54,0            | 5,4             | 7,8             | 69,6            | 25,4          | 27,7                         | 67,1                         |
| Одеська область           | 17,3          | 53,4            | 8,5             | 6,7             | 67,8            | 26,1          | 27,5                         | 66,6                         |
| Полтавська область        | 43,6          | 26,0            | 15,4            | 5,6             | 34,5            | 60,9          | 66,0                         | 29,2                         |
| Рівненська область        | 69,3          | 16,1            | 5,2             | 2,3             | 20,1            | 76,7          | 84,5                         | 12,3                         |
| Сумська область           | 52,7          | 25,7            | 7,3             | 4,1             | 26,4            | 69,1          | 79,5                         | 16,9                         |
| Тернопільська область     | 87,5          | 5,5             | 2,0             | 0,5             | 5,2             | 93,5          | 96,0                         | 2,7                          |
| Харківська область        | 15,4          | 57,4            | 5,3             | 7,9             | 70,3            | 24,1          | 26,4                         | 68,1                         |
| Херсонська область        | 32,1          | 37,4            | 7,3             | 10,0            | 52,2            | 42,3          | 43,4                         | 51,3                         |
| Хмельницька область       | 57,9          | 21,1            | 7,1             | 4,1             | 24,9            | 71,3          | 80,5                         | 16,0                         |
| Черкаська область         | 57,7          | 17,9            | 11,8            | 4,3             | 24,1            | 71,9          | 79,1                         | 17,4                         |
| Чернівецька область       | 66,6          | 17,9            | 2,7             | 2,6             | 21,7            | 74,5          | 79,8                         | 17,4                         |
| Чернігівська область      | 43,4          | 24,5            | 16,3            | 5,2             | 30,0            | 65,5          | 71,2                         | 24,2                         |
| м.Київ                    | 62,4          | 14,6            | 5,4             | 3,1             | 19,9            | 74,7          | 78,4                         | 17,5                         |
| м.Севастополь             | 6,0           | 73,5            | 1,3             | 8,8             | 89,0            | 7,6           | 8,0                          | 88,8                         |
| Україна                   | 39,9          | 39,3            | 5,8             | 5,0             | 49,5            | 46,6          | 52,0                         | 44,2                         |

## Оцінки виборів та пов'язані події
Про невідповідність виборів міжнародним демократичним стандартам та необхідність перегляду їх результатів рішуче заявила низка європейських країн та Євросоюз у цілому, США, Канада, ОБСЄ, Рада Європи, НАТО та інші міжнародні організації.
Тим часом Президенти Росії, Білорусі, Казахстану та Вірменії привітали Януковича з перемогою.
25 листопада був створений Комітет національного порятунку з 30 осіб — «народний орган захисту Конституції України».
27 листопада Верховна Рада України визнала результати виборів такими, що не відповідають волевиявленню громадян, та висловила недовіру ЦВК. Цього дня протести в столиці були наймасовішими: за оцінками МВС і міжнародних спостерігачів, на Майдані Незалежності, Хрещатику, біля Верховної Ради, Кабміну, Адміністрації Президента й ЦВК стояло близько 1,5 мільйона демонстрантів.
28 листопада прихильники Януковича провели в Сєвєродонецьку «з'їзд депутатів усіх рівнів» під гаслом створення «автономної південно-східної республіки». Юлія Тимошенко від імені Комітету національного порятунку оголосила ультиматум Л. Кучмі, у якому, зокрема, були поставлені вимоги щодо звільнення Януковича з посади Прем'єр-міністра за сприяння фальсифікації виборів і участь у сепаратистських акціях та щодо внесення на розгляд парламенту кандидатур нового складу Центрвиборчкому.
3 грудня Верховний Суд України ухвалив рішення про визнання недійсними результатів другого туру президентських виборів та визнав неправомірними дії ЦВК щодо встановлення результатів повторного голосування. Суд скасував постанову ЦВК від 24 листопада «Про результати виборів Президента України 21 листопада 2004 року та обрання Президента України». У рішенні суду було сказано, що повторне голосування повинно відбутися 26 грудня.
8 грудня у Верховній Раді внаслідок досягнутого політичного компромісу відбулося велике пакетне голосування. 402 голосами були ухвалені:
1. Закон «Про особливості застосування Закону України „Про вибори Президента України“ при повторному голосуванні 26 грудня 2004 року»[37], який дозволив унеможливити масові фальсифікації на переголосуванні;
2. Закон «Про внесення змін до Конституції України»[38], який перетворив Україну з президентсько-парламентської на парламентсько-президентську республіку і був скасований при Януковичі у 2010 році;
3. Постанова «Про попереднє схвалення законопроєкту про внесення змін до Конституції України»[39], якою був схвалений законопроєкт про внесення змін до Конституції щодо місцевого самоврядування (який так і не був реалізований);
4. Постанова «Про дострокове припинення повноважень членів Центральної виборчої комісії»[40];
5. Постанова «Про призначення на посади членів Центральної виборчої комісії»[41], внаслідок чого ЦВК отримала нового голову — Ярослава Давидовича.

«За» проголосувати всі фракції тодішнього парламенту, крім Блоку Юлії Тимошенко. Віктор Ющенко не голосував.
У результаті повторного голосування у другому турі виборів Президента України 26 грудня 2004 року перемогу отримав Ющенко з результатом 51,99 % голосів. Янукович отримав 44,2 % виборців.
28 грудня ЦВК опрацювали 100 % бюлетенів. Напередодні Нового року Янукович подав у відставку з посади прем'єр-міністра.

## Інавгурація
У неділю, 23 січня 2005 року о 12:00 розпочалось урочисте засідання Верховної Ради, на якому склав присягу новообраний Президент України Віктор Ющенко. Після цього відбулася військова церемонія в Маріїнському палаці. О 13:30 Віктор Ющенко виступив з урочистою промовою на Майдані Незалежності в Києві, де були присутніми не менше ніж півмільйона українців. Після виступу на майдані Незалежності відбулося офіційне приймання Президента України Віктора Ющенка в Маріїнському палаці.